# Trio voor klarinet, altviool en piano (Aho)
Kalevi Aho voltooide zijn Trio voor klarinet, altviool en piano (klarinettrio) in 2006.
Alhoewel betiteld als Trio voor klarinet, altviool en piano is het belangrijkste muziekinstrument hier de altviool. Het werk is namelijk geschreven voor een altvioolcompetitie gehouden in Tampere, najaar 2006. Opdracht van het werk kwam van de Vereniging van Finse altviolisten, die een tweetal voorwaarden hadden bepaald. Het werk mocht niet al te lang zijn (meerdere uitvoeringen op een dag moest kunnen) en het moest in een vrij korte repetitietijd tezamen als trio uitgevoerd kunnen worden. Het werk bestaat uit een lange accelerando tot presto aan toe, om vervolgens terug te keren naar het langzame begin.
De eerste uitvoeringen vonden plaats op 25 en 26 november 2006 in het kader van die competitie.  